# 마쓰이촌
마쓰이촌(松井村)은 사이타마현 이루마군에 존재했던 촌이다.

## 지리
- 현재의 도코로자와시 남동부에 해당한다.

## 역사
- 1889년 4월 1일 - 정촌제 시행에 수반해 이루마군 마쓰이촌이 성립하였다.
- 1943년 4월 1일 - 도코로자와정, 고테사시촌, 야마구치촌, 아즈마촌, 도미오카촌과 합병해, 새로운 도코로자와정이 성립하여, 소멸하였다.

## 철도
- 무사시노 철도 (현재의 세이부 철도)
  - 무사시노선